# 小便球
小便球（英語：Eephus Pitch）是棒球中的一種球路，屬於一種變速球或是曲球投法。小便球是一種速度較慢，但下墜幅度相當大的一種球路。小便球於1890年代首次出現，辛辛那提紅人的投手比爾·菲利浦斯（Bill Phillips）首度在MLB使用，而1940年代時匹茲堡海盜的投手瑞普·休威爾（Rip Sewell）將其發揚光大。

## 代表投手
- 馬克·柏利
- 多田野數人
- 三浦大輔
- 沈柏蒼